# Cháy bỏng dưới ánh mặt trời 3
Cháy bỏng dưới ánh mặt trời 3: Chiến lũy (tiếng Nga: Утомлённые солнцем 3: Цитадель) là phần tiếp theo của bộ phim Cháy bỏng dưới ánh mặt trời 2.

## Diễn viên
- Nikita Mikhalkov... Sư trưởng Sergey Petrovich Kotov
- Oleg Menshikov... Mitya
- Mikhail Yefremov
- Dmitry Dyuzhev
- Vladimir Ilyin... Kirik
- Nadezhda Mikhalkova... Nadya
- Andrey Panin
- Viktoriya Tolstoganova... Marusia
- Angelina Mirimskaya
- Tagir Rakhimov